# Astragalus abnormalis
Astragalus abnormalis — вид квіткових рослин з родини бобових (Fabaceae). Ареал охоплює такі країни: Іран.

## Середовище
A. abnormalis — багаторічна трав'яниста рослина, що росте в гірських районах. Вважається, що цей вид зустрічається в лісостеповому екорегіоні гір Загрос. Вид знайдений на висотах 1500—1680 метрів. Сільськогосподарське культивування, надмірний випас худоби та надмірна вирубка деревної рослинності для палива значною мірою сприяли скороченню площ природної рослинності в екорегіоні, де вважається, що цей вид зустрічається, і продовжують становити значну загрозу для природної рослинності.